# Vilhelm Dahlerup

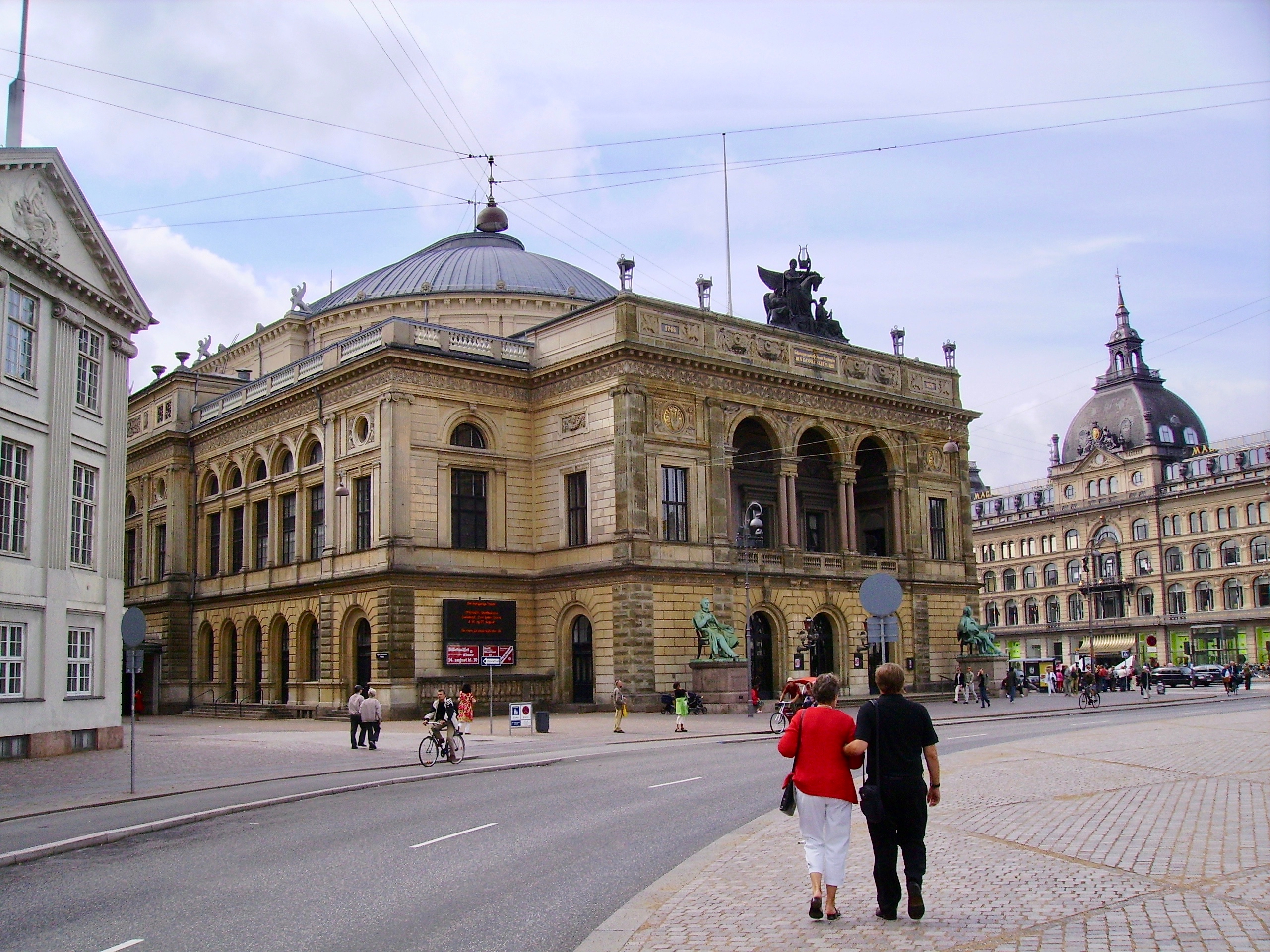
Det Kongelige Teater.

Jens Vilhelm Dahlerup, född 4 augusti 1836 i Norups prästgård i Vindblæs Sogn i nuvarande Mariagerfjord kommun på norra Jylland, död 24 januari 1907 i Köpenhamn, var en dansk arkitekt. 
Vilhelm Dahlerup var son till prosten Michael Henrik Ludvig Dahlerup och Susanne Marie le Sage de Fontenay och brorson till Valdemar Dahlerup och farbror till Verner Dahlerup. Han flyttade till Köpenhgamn 1853 och utbildade sig på Kunstakademiets Arkitektskole i Köpenhamn från 1856 för Gustav Friederich Hetsch och Johan Henrik Nebelong.
Dahlerup har utfört en mängd betydande byggnader i och vid Köpenhamn, bland annat Det kongelige Teater, Jesuskirken i Valby, Statens museum for Kunst, samt de äldre delarna av Glyptoteket. Han utförde även talrika ritningar till möbler och guldsmedsföremål. 

## Verk i urval
- Jorcks Passage 1895
- Lodshuset, Århus (1862)
- Strynø Kirke (1867)
- Det Kongelige Teater (1872-74, med Ove Petersen), byggnadsminne
- Hotel d’Angleterre, Kongens Nytorv i Köpenhamn (1873-75, med Georg E.W. Møller,
- Pantomimeteatret i Tivoli i Köpenhamn (1874), byggnadsminne 1979
- Trädgårdsmästarbostad i Botanisk Have, Øster Farimagsgade, København (1874)
- Broarna till Slottsholmen i Köpenhamn (1878)
- Ny Carlsberg Bryggeri (1880-83], byggnadsminne 2009
- Teckning till dekoration av Det kongelige Teater (1883)
- Jesuskirken i Valby, Köpenhamn (1885-91)
- Statens Museum for Kunst (1888-95, med Georg E.W. Møller)
- Ny Carlsberg Glyptotek (1891-97), byggnadsminne

## Utmärkelser
- Riddare av Dannebrogorden,  1883[2]
- Dannebrogsmännens hederstecken,  1896[2]

[Redigera Wikidata]

## Fotogalleri

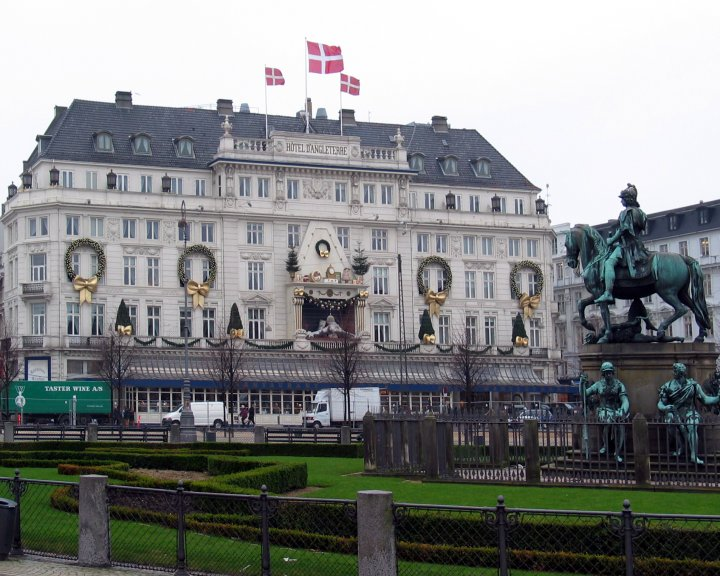
Hotel d'Angleterre
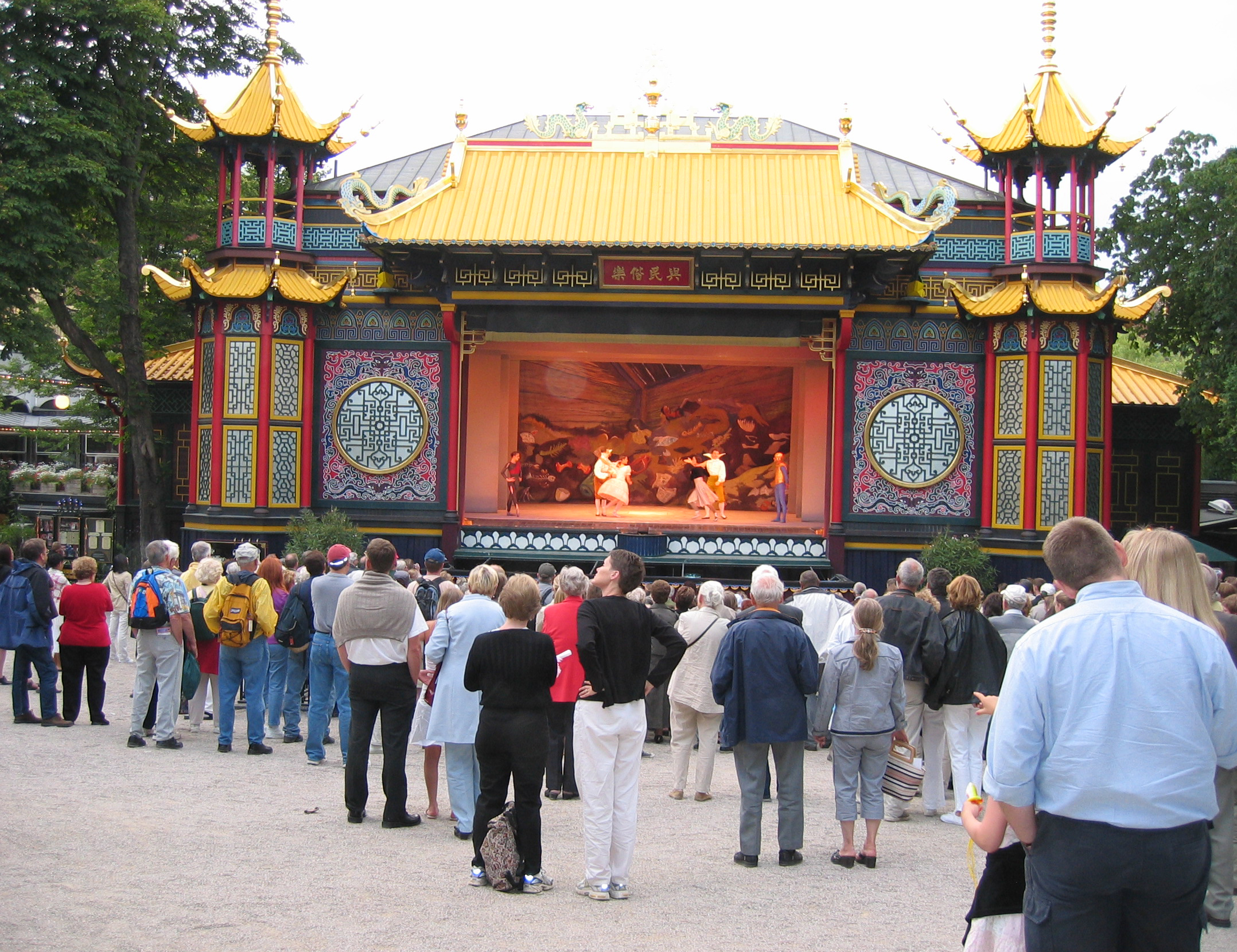
Pantomimieteatret
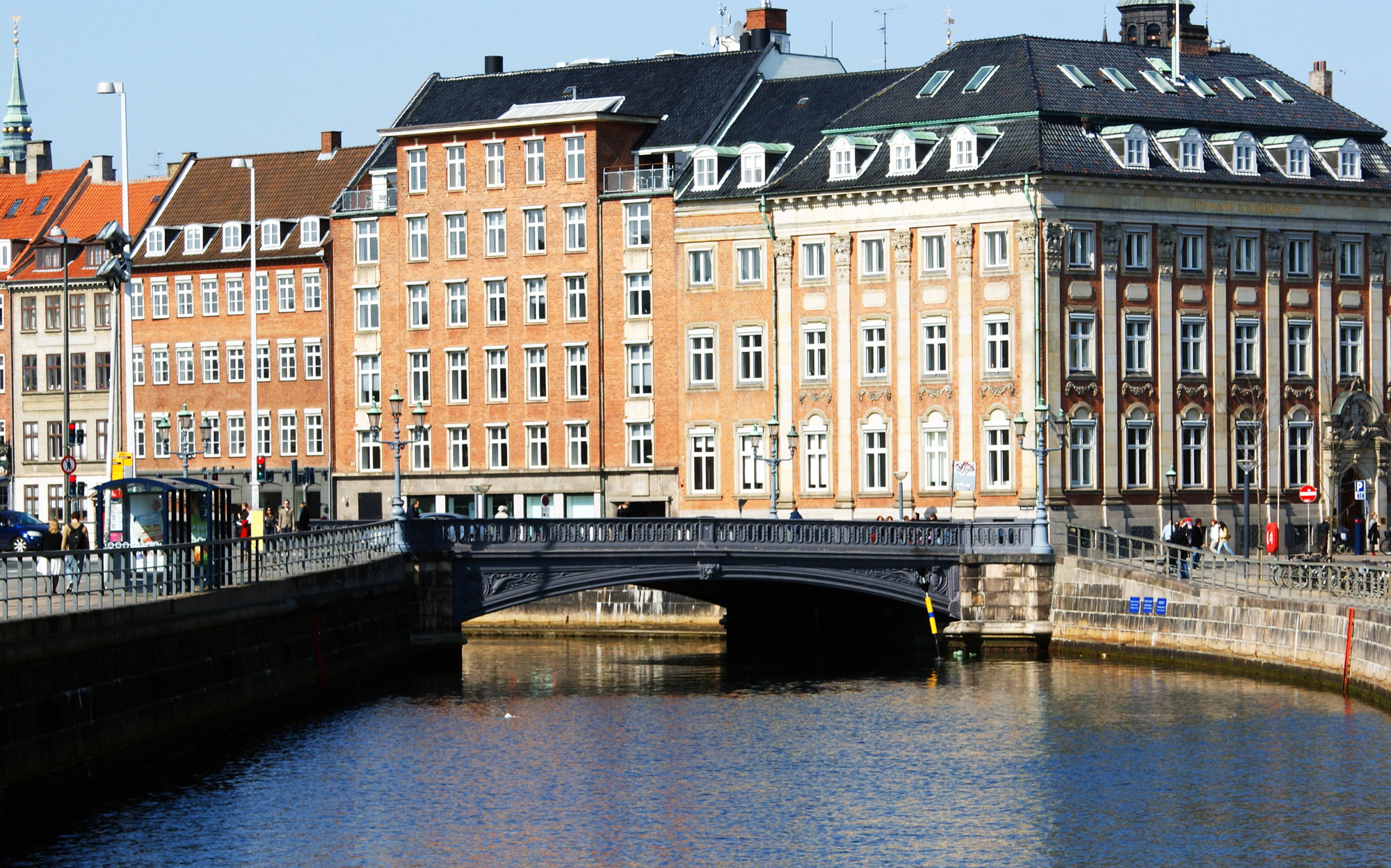
Højbro
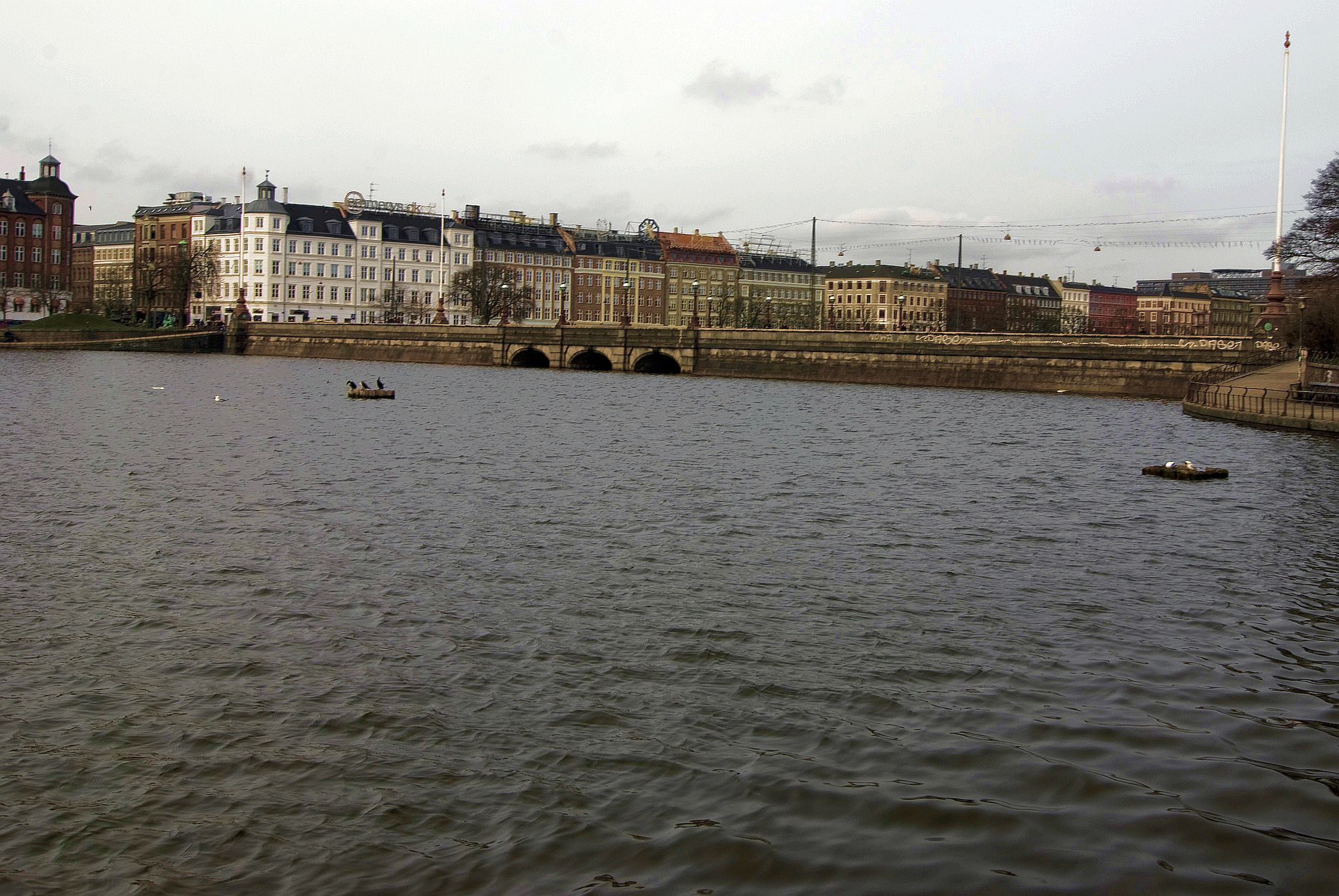
Dronning Louises Bro
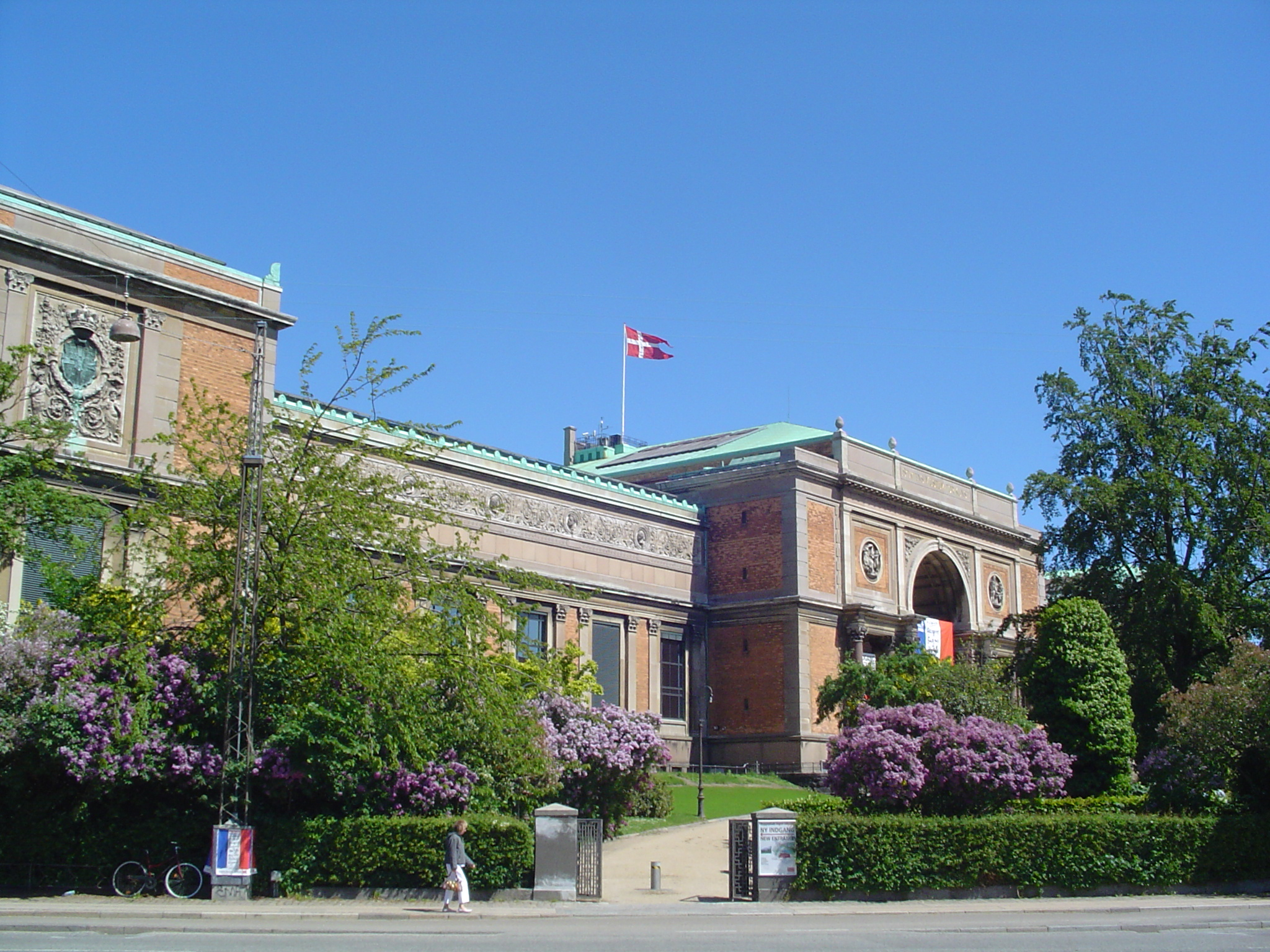
Statens Museum for Kunst
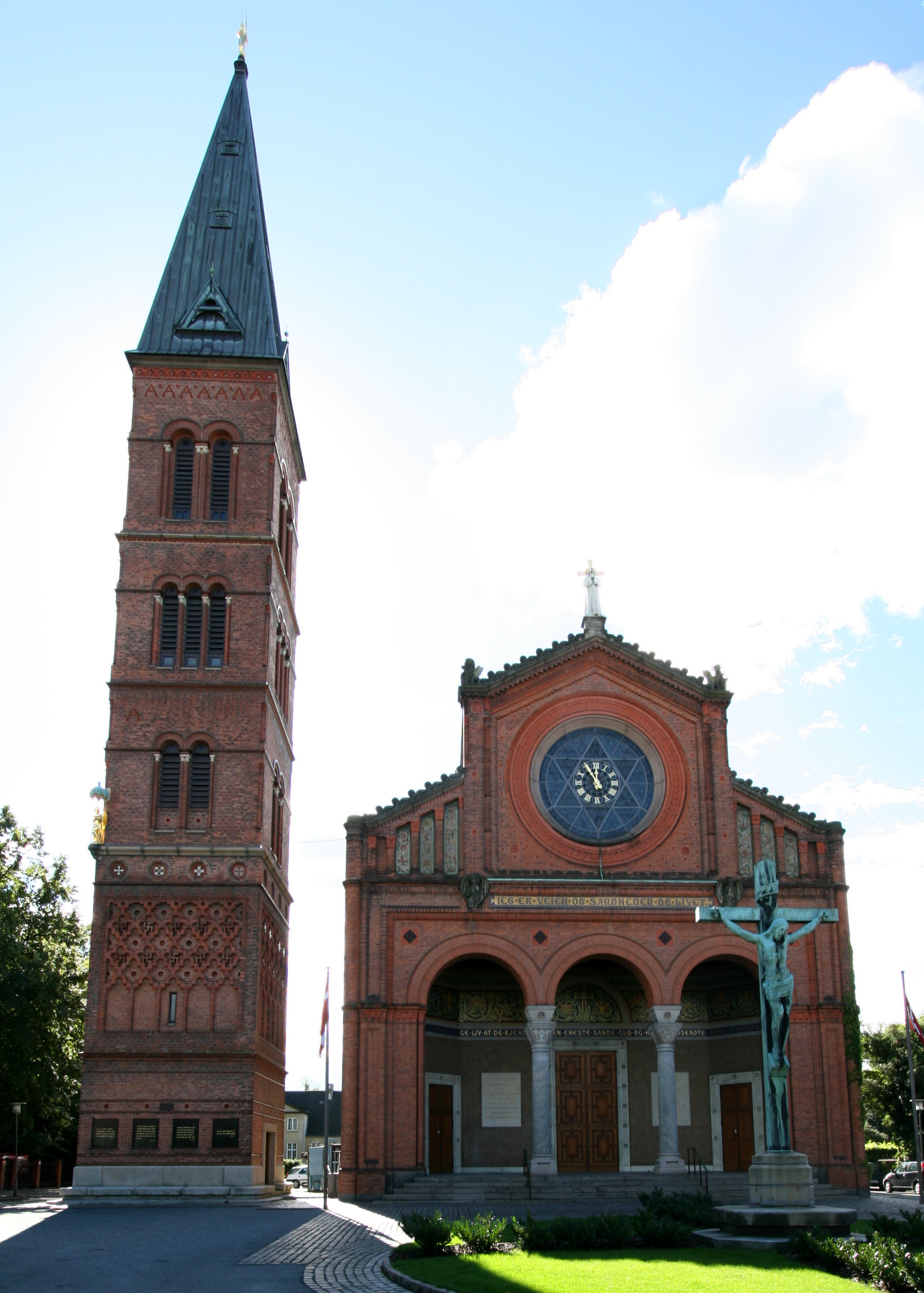
Jesuskirken
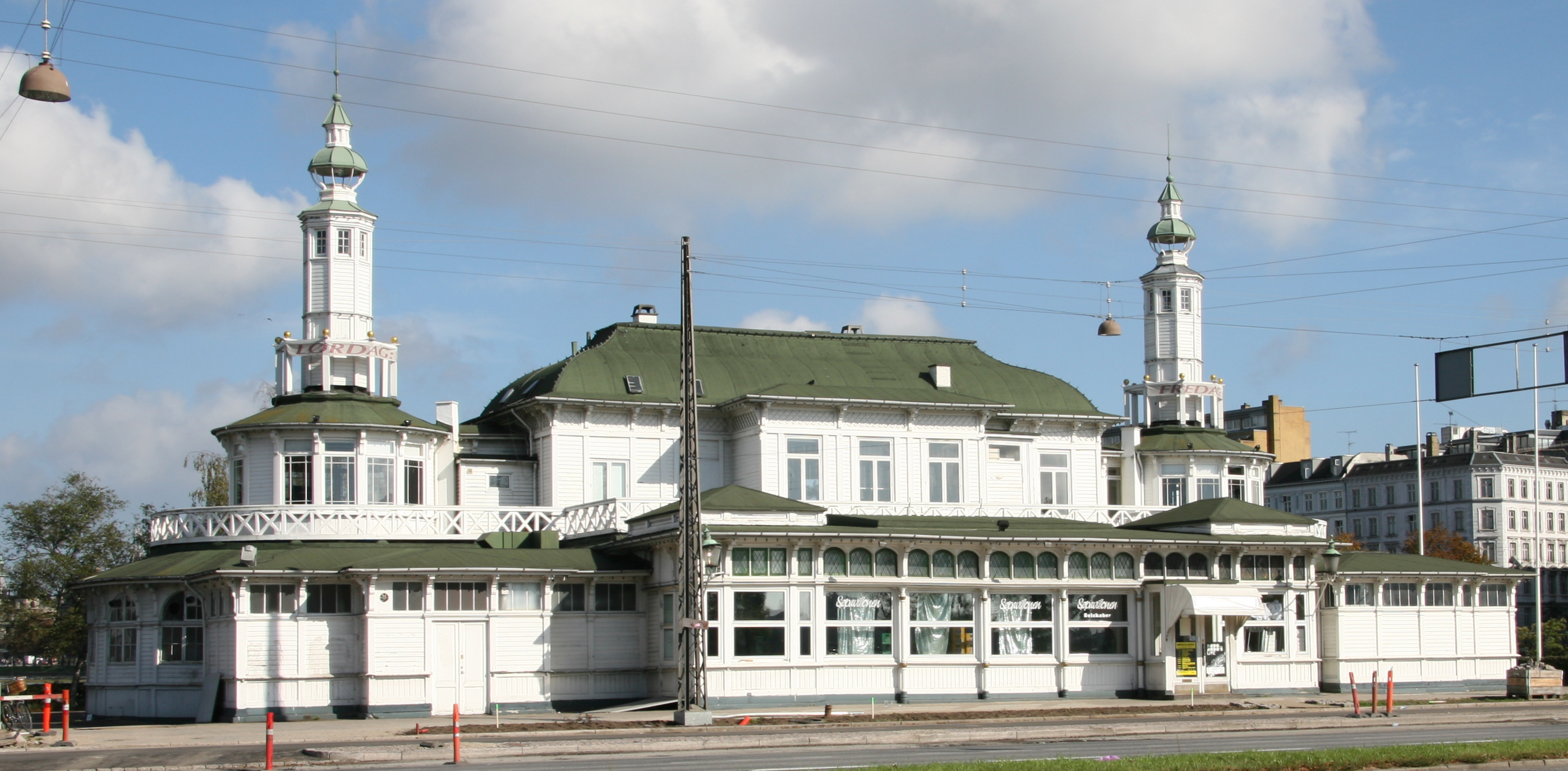
Søpavillonen
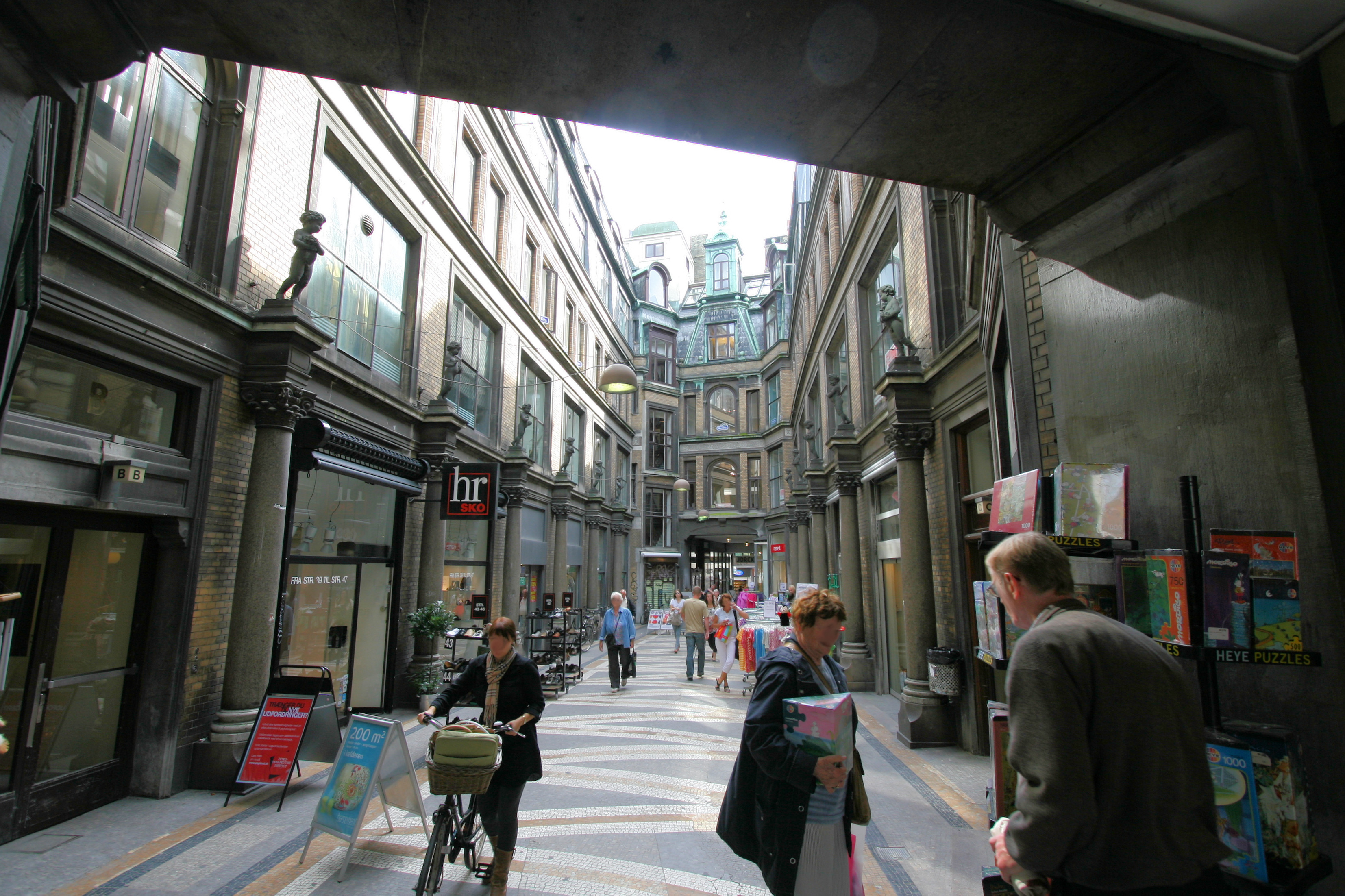
Jorcks Passage
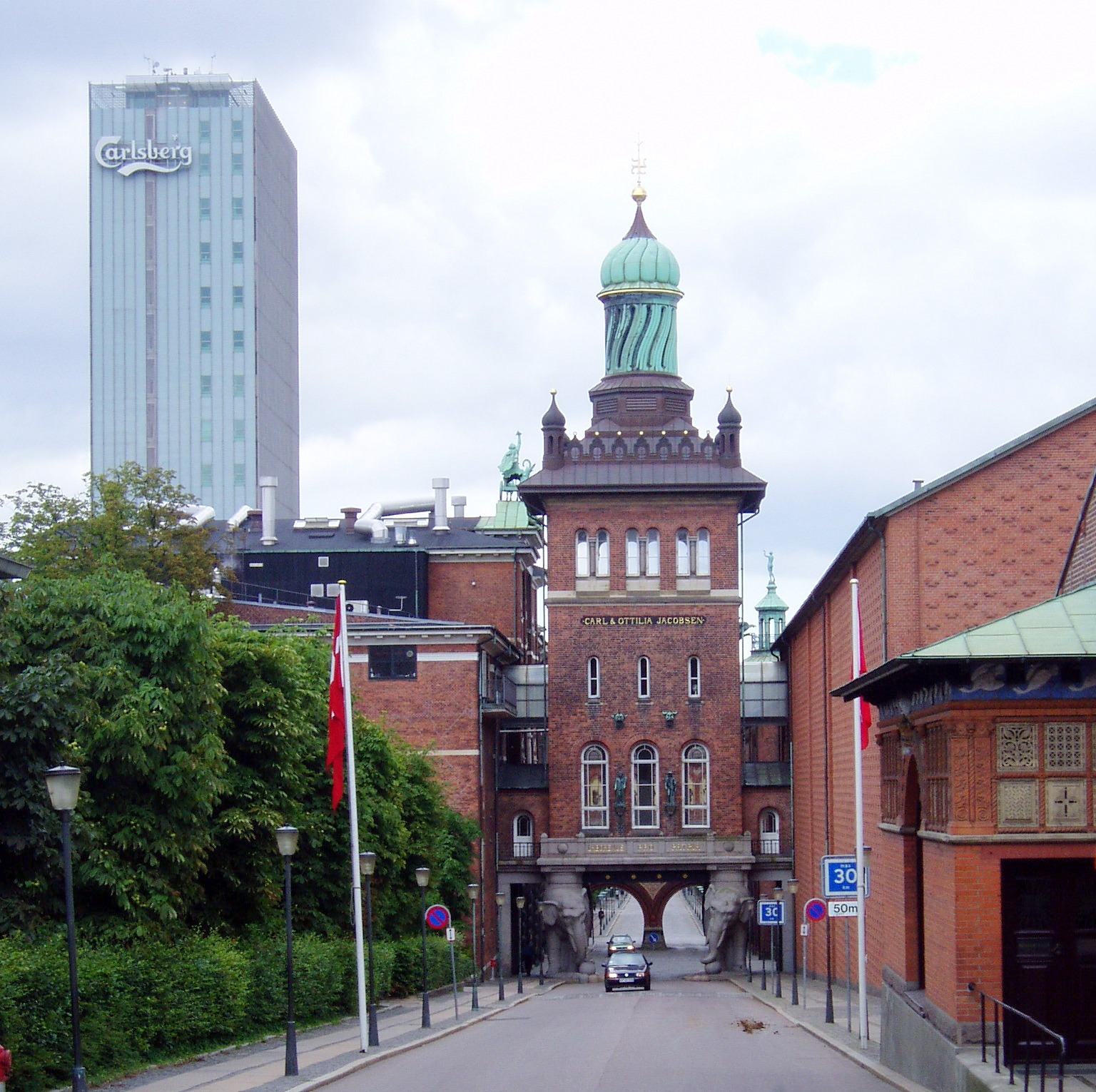
Elefantporten på Carlsberg